# Muszegh Babajan
Muszegh (imię świeckie Nelson Babajan, ur. 1978 w Tatew) – duchowny Apostolskiego Kościoła Ormiańskiego, od 2011 biskup pomocniczy Eczmiadzyna.

## Życiorys
Święcenia kapłańskie przyjął 28 kwietnia 2002. Sakrę biskupią otrzymał 6 listopada 2011.